# Dallahn
Dallahn ist einer von 17 Ortsteilen der Gemeinde Suhlendorf und befindet sich im äußersten Osten des niedersächsischen Landkreises Uelzen (Lüneburger Heide).

## Ortsname
Das den Siedlungskern umgebende Gelände steigt nach Süden, Osten und Westen an, daher auch der Ortsname, der sich auf die slawische Grundform dolan'e zurückführen lässt, wobei dol Tal bedeutet.
| Namensentwicklung nach Jürgen Udolph | Namensentwicklung nach Jürgen Udolph |
| Jahr                                 | Überlieferter Ortsname               |
| ------------------------------------ | ------------------------------------ |
| 1289                                 | dylan, dulan                         |
| 1296                                 | Dolene                               |
| 1330–1353                            | Dolan                                |
| 1360                                 | Dullan                               |
| 15. Jh.                              | Dullan                               |
| 1478                                 | Dollan                               |
| 1600                                 | Dallahn, Dublan                      |
| 1614                                 | Dallann                              |

## Geschichte
Der Etymologie des Namens zufolge handelt es sich bei der Ortschaft Dallahn und deren Umland um eine „slavischen Altsiedellandschaft[.]“.
Am 21. April 1945 erreichten die Kampfhandlungen des Zweiten Weltkriegs auch Dallahn und seine Nachbardörfer. Das 115. US-Infanterie-Regiment rückte von ihrer Ausgangslinie (Nateln – Groß Ellenberg) mit drei Kompanien Richtung Osten vor. Von Nateln aus begann die B-Kompanie am späten Morgen mit vier Jagdpanzern ihren Vorstoß auf Göddenstedt, wobei sie hier mit erheblichem Gegenfeuer zu kämpfen hatte. Weiter südlich bewegte sich die C-Kompanie von Wellendorf aus über Nestau und Grabau in ebenfalls östliche Richtung. Mit Unterstützung der B-Kompanie aus nördlicher Richtung gelang es ihr, Dalldorf einzunehmen. Die A-Kompanie – aus Rosche kommend – richtete in Teyendorf einen „vorgeschobenen Bataillons-Gefechtsstand“ ein und begann schließlich um 18:00 ihren Angriff auf das südöstlich gelegene Dallahn. Der Regimentsgeschichte „115th Infantry in World War II“ zufolge wurde der Ort um 19:30 „ohne wesentliche Gegenwehr“ eingenommen.
Bis zum 1. Juli des Jahres 1972 existierte Dallahn als autonome Gemeinde mit eigenem Bürgermeister. Im Zuge der Gebietsreform in Niedersachsen von 1972 wurde der Ort zu einem Ortsteil der Gemeinde Suhlendorf.

## Geomorphologie, Landschaft und Natur
Der Ort liegt im westlichen Auslaufgebiet der etwa 40 Kilometer langen Hügellandschaft (Altmoränenlandschaft) des Drawehn, die hier in die Ebene des Uelzener-Bevensener Becken übergeht.
Die lokale, wasserarme Kulturlandschaft wird dominiert von Äckern (überwiegend Kartoffeln, Zuckerrüben und Getreide), Wiesen und Wälder (v. a. Waldkiefern [Pinus sylvestris], Rotfichten [Picea abies], Buchen [Fagus], seltener auch Stieleichen [Quercus robur L.], Hänge-Birken (Betula pendula) [Betula], Pyramidenpappeln [Populus nigra 'Italica], Rosskastanien [Aesculus hippocastanum]). Nordwestlich des Siedlungsbereiches befindet sich der 'Göddenstedter Wald', nordöstlich der 'Braudeler Wald'.

## Geographie und Verkehrsanbindung
Nachbardörfer von Dallahn sind Göddenstedt und Gut Göddenstedt (westlich), Hohenweddrien und Braudel (nordöstlich), St. Omer (südöstlich) und Dalldorf (südlich).
Dallahn wird durchquert von der Kreisstraße K16, die u. a. die Ortschaften Rosche und Suhlendorf verbindet. Das Dorf ist über die Buslinie 7017 der Regionalbus Braunschweig GmbH zu erreichen. Es existieren zudem zwei historische, teils feldsteingepflasterte Ortsverbindungswege in den Landkreis Lüchow-Dannenberg (Wendland), die von land- und forstwirtschaftlichen Fahrzeugen sowie Fahrrädern und Spaziergängern genutzt werden: Der Braudeler Weg verläuft in Richtung Nordosten nach Braudel, der Clenzer Weg in Richtung Osten nach Reddereitz. Westlich der Siedlung, auf Höhe der Göddenstedter Allee, zweigt ein weiterer Ortsverbindungsweg Weg von der K16 ab nach Teyendorf.

## Einwohnerzahl
Laut Website der Gemeinde Suhlendorf sind 46 Einwohner mit Hauptwohnsitz im Dorf gemeldet (Stand unbekannt).

## Wirtschaft
Wie auch in den zahlreichen anderen kleinen Ortschaften der Region wirtschaften in Dallahn alteingesessene landwirtschaftliche Betriebe. Seit Sommer 2012 ist zudem der Pferdehof Dressur- und Ausbildungsstall Soeten im Dorf ansässig.